# Arsenios (Kardamakis)
Arsenios (světským jménem: Arsenios Kardamakis; * 31. října 1973, Heráklion) je řecký duchovní Konstantinopolského patriarchátu a metropolita Rakouska.

## Život
Narodil se 31. října 1973 v Heráklionu.
Roku 1991 dokončil Rizarioskou bohosloveckou školu a roku 1997 bohoslovecký institut Athénské univerzity.
Dne 9. srpna 1998 byl na Krétě rukopoložen na diákona a od roku 1999 sloužil v metropolii Německo.
Roku 2002 dokončil studium na univerzitě Marca Blocha ve Štrasburku, kde získal diplom magistra kanonického práva.
Dne 17. ledna 2002 byl rukopoložen na jereje a poté začal sloužit ve městě Karlsruhe.
Roku 2004 byl převeden do služby katedrálního chrámu svatého Štěpána v Paříži a byl přijat do kléru metropolie Francie. Zde vykonával také funkci protosynkela a od roku 2095 byl sekretářem Světové rady církví ve Francii.
Roku 2011 získal doktorát kanonického práva na Štrasburské univerzitě.
Dne 3. listopadu 2011 jej Svatý synod Konstantinopolského patriarchátu zvolil metropolitou rakouským.
Dne 30. listopadu 2011 proběhla v chrámu svatého Jiří v Istanbulu jeho biskupská chirotonie. Světiteli byli patriarcha konstantinopolský Bartoloměj I., metropolita karpathský a kasoský Amvrosios (Panagiotidis), metropolita pergamský Ioannis (Zizioulas), metropolita Princových ostrovů Iakovos (Sofroniadis), metropolita filadelfský Meliton (Karas), metropolita sebastijský Dimitrios (Kommatas), metropolita ierapytniský a siteiaský Evgenios (Politis), metropolita francouzský Emmanouil (Adamakis), metropolita sanfranciský Gerasimos (Michaleas), metropolita rhodoský Kyrillos (Kogerakis) a metropolita rethymnoský a avlopotamoský Evgenios (Antonopoulos). Chirotonie se zúčastnil také arcibiskup salcburský Alois Kothgasser a kardinál Christoph Schönborn.
Dne 4. prosince 2011 byl v katedrálním chrámu Svaté Trojice ve Vídni slavnostně intronizován.
V únoru 2015 získal mezi dalšími deseti duchovními Konstantinopolského patriarchátu turecké občanství, které umožňuje účastnit se volby patriarchy.
Kromě řečtiny ovládá francouzštinu, angličtinu a němčinu.